# Сицилианско каноло
Сицилианското канòло (на италиански: cannolo siciliano, в мн. ч. каноли) е един от най-известните специалитети на сицилианското сладкарство. Като такъв е официално признат и включен в Списъка на традиционните италиански хранително-вкусови продукти на италианското Министерството на земеделието, храните и горите.
Първоначално канолите се правят за карнавала. С течение на времето те започват да се радват на забележително разпространение в Италия, като бързо се превръщат в известен пример за италианското сладкарско изкуство по света.

## История
Името „каноло“ идва от речните тръстики, около които тестото е било навивано допреди няколко десетилетия по време на неговото приготвяне. Според една хипотеза десертът е създаден в древни времена, за да отпразнува карнавалът. Според други той има древноримски или сарацински произход.

Първото описание на каноло е дадено от херцог Алберто Денти ди Пирайно, който в книгата си „Сицилианци на масата“ (Siciliani a tavola) пише: Tubus farinarius dulcissimo edulio ex lacte fartus. Според него определението се дължи на Цицерон (квестор на Лилибеум, днешна Марсала, между 76 и 75 г. пр.н.е.). В „Сицилианско-италианско-латински речник“ (Dizionario Siciliano-Italiano-Latino), издаден в Палермо през 1751 г., авторът Микеле дел Боно пише: ,Канола: къдрави коси. къдрави. cincinni [за много тънка паста, обработена във формата на тръстика, пълна с бяло за ядене. Tubus farinarius dulcissimo edulio ex lacte fartus]“, и ясно се забелязва как лемата на сицилиански съответства на определението на италиански и следователно на латински.
Освен това Пино Коренти в своята „Златна книга на сицилианската кухня и вина“ (Libro d'oro della cucina e dei vini della Sicilia), цитирайки латинския израз на Де Боно, само загатва за факта, че дефиницията е широко разпространена от векове в описание на канолото на латински. Той също така твърди, че то е изобретено от изкусните ръце на монахините в манастир близо до Калтанисета, като се започне от древна римска рецепта, усъвършенствана след това от арабите. Според широко разпространена традиция канолото дължи името си на карнавална шега, която се състои в това да оставиш крема от рикотата да изтече от канолото като вода, като „каноло“ на диалект означава нещо като кран. 
Въпреки че десертът е роден в Калтанисета, той все още дължи голяма част от своята слава и световно разпространение на сладкарите от Палермо, които помагат за утвърждаването на рецептата такава, каквато я познаваме днес, но и на сладкарите от Месина, които също така създават вида каноло с тъмна рикота и шоколадов крем.

### Сарацински произход
Говори се, че жените от харема в Кастело ди Пиетраросо на господаря на тогавашния Qalc'at al-Nissa (Калтанисета) са първите, които създават рецептата. На това място, според предадената ни традиция, сарацинските емири са държали своите хареми и тук за първи път десертът е създаден от наложниците, може би като смътна фалическа почит към своите мъже. Те изглежда се вдъхновяват от древноримски десерт, за който говори Цицерон.
По време на дългите отсъствия на съпрузите си, за да запълнят времето си, жените от този харем са се посвещавали в приготвянето на сложни ястия и сладкиши; следователно те, пак според предадената традиция, променят вече съществуващ арабски десерт, направен от рикота, бадеми и мед, преработвайки го по римската рецепта, спомената от Цицерон, и по този начин дават живот на специалитет, който по-късно става универсално известен. С края на арабското господство в Сицилия харемите изчезват и не може да се изключи, че някои от фаворитките, приели християнската вяра, се оттеглят в манастирите, като вземат със себе си рецептите, които са разработили за дворовете на емирите. Следователно според традицията сицилианските каноли са една от рецептите, предадени от мюсюлманските жени на техните християнски сестри, които започват да правят каноли първоначално по време на карнавала, а след това – през цялата година.

## Приготвяне
Канолото се състои от вафла от пържено тесто (наречена scòrza и дълга от 15 до 20 см и с диаметър 4 - 5 см) и пълнеж от рикота от овче мляко. За вафлата се оформят малки дискове тесто (от меко пшенично брашно, вино, захар и свинска мас), които се навиват на малки метални тръбички и след това се пържат, традиционно в свинска мас, а днес и в по-евтини мазнини. Според изследователите първоначално използваното брашно е майорка – меко пшенично брашно за сладкиши, широко разпространено в Сицилия до 1950-те години. Преди съвременните закони за хигиена тестото се е разточвало на малки цилиндри, получени чрез изрязване на нормални речни тръстики, които дават името на сладкиша, но днес те са направени от стомана. Традиционният пълнеж се състои от пресята и подсладена рикота от овче мляко. След това към пълнежа се добавят захаросани плодове и шоколадови пръчици, а накрая канолите се поръсват с пудра захар.
В Източна Сицилия и по-специално в района на Рагуза по традиция се използва ricotta iblea (кравешка, често от крава от породата Модикана) с по-деликатен вкус от класическата овча рикота.
Канолите трябва да се пълнят, когато дойде време за ядене. Това е така, защото с течение на времето влагата на рикотата се абсорбира от вафлата и тя губи своята хрупкавост. За да избегнат това неудобство, някои сладкари намазват вътрешната повърхност на канолото с разтопен шоколад: по този начин обвивката не се накисва и остава хрупкава за по-дълго.

## Любопитно
В чест на сицилианския десерт на 2 февруари 2014 г. компютърните специалисти Паоло и Фабрицио Капасо и режисьорите Фабио Леоне и Антонела Барбера със специалното разрешение на органите, отговарящи за полетите, пускат в стратосферата балон, съдържащ копие на сицилиански каноли от природния парк Рока дел Черере в Ена.
От 2021 г. канолото и сладкото вино Пасито ди Пантелерия са изобразени на една от празничните монети от 5 евро. Италианското Министерството на икономиката и финансите съвместно с Полиграфския институт и Държавния монетен двор отдават почит на чувството за национален съюз и сплотеност, като създава специална нумизматична колекция, вдъхновена от историята, изкуството, спорта, науката, природата и италианското кулинарно съвършенство, от които каноло и пасито са част.